# Scart

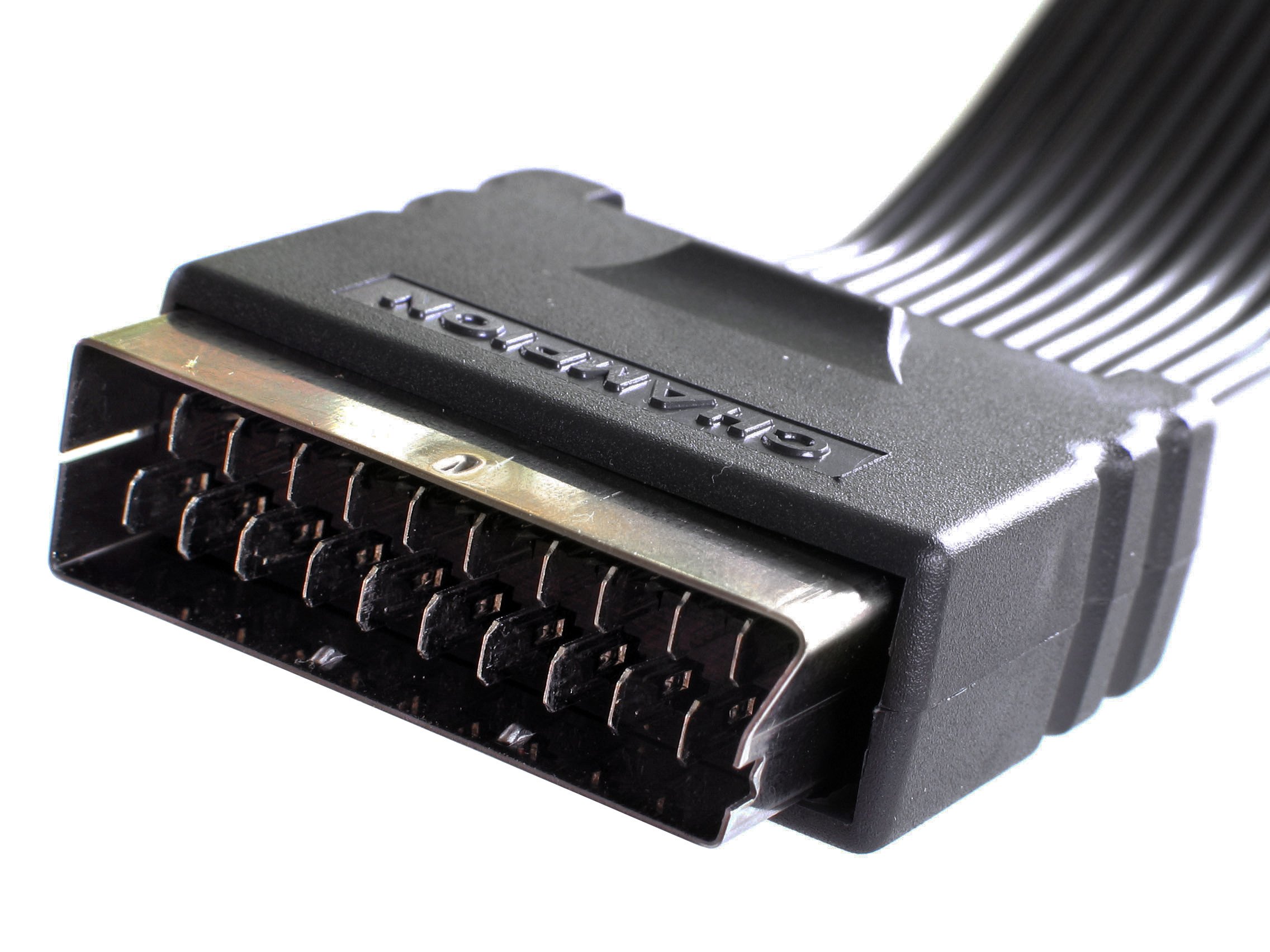
En scart-kontakt.

Scart eller ursprungligen SCART är en standard för sammankoppling av elektronisk utrustning för ljud- och bildsignaler. Förkortningen SCART kommer ursprungligen från den franska organisationen för radio- och TV-tillverkare Syndicat des Constructeurs d'Appareils Radiorécepteurs et Téléviseurs. Scart benämns även som péritel, euroconnector eller europakontakt och används i mycket liten utsträckning utanför Europa. I Japan har dock samma kontakt använts, men med andra kopplingar, främst till hemdatorer.
En fullstiftad 20-pins scart (den 21:a är kabelns skärm) klarar av att överföra stereoljud, kompositvideo, RGB-signaler och styrsignaler i båda riktningarna. Under åren har standarden utökats, till exempel med styrsignaler för växling mellan bildformaten 4:3 och 16:9 samt kopplingar för S-Video, vilket inte var i bruk när standarden först definierades. En ytterligare utveckling är AV.link-protokollet, som tillåter en tv-apparat att vidarebefordra kommandon till en video eller dvd-spelare, så att en fjärrkontroll räcker för alla hopkopplade apparater.
Scart har nästan helt ersatts av HDMI-kontakten som är standard för digital överföring mellan A/V-enheter. HDMI har även tagit över bl. a. CEC-protokollet för att olika apparater ska kunna skicka meddelanden och kommandon mellan varandra från scart.

## Kontakten

Stiftnummer i scart-kontakten.

| Pin | Namn    | Beskrivning                                                         | Signalnivå                                                                    | Impedans |
| --- | ------- | ------------------------------------------------------------------- | ----------------------------------------------------------------------------- | -------- |
| 1   | AOR     | Ljud ut höger                                                       | 0,5 V RMS                                                                     | <1 kOhm  |
| 2   | AIR     | Ljud in höger                                                       | 0,5 V RMS                                                                     | > 10kOhm |
| 3   | AOL     | Ljud ut vänster/mono                                                | 0,5 V RMS                                                                     | <1 kOhm  |
| 4   | AGND    | Ljud jord                                                           | -                                                                             | -        |
| 5   | BGND    | RGB blå jord                                                        | -                                                                             | -        |
| 6   | AIL     | Ljud in vänster/mono                                                | 0,5 V RMS                                                                     | >10 kOhm |
| 7   | BIN     | RGB blå in/ut                                                       | 0,7 V                                                                         | 75 Ohm   |
| 8   | SWTCH   | Bredbildsomkoppling                                                 | 0–2 V urkopplad, 5–8 V 16:9, 9,5–12 V 4:3                                     | >10 kOhm |
| 9   | GGND    | RGB grön jord                                                       | -                                                                             | -        |
| 10  | CLKOUT  | Dataklocka ut                                                       | okänt                                                                         | okänt    |
| 11  | GIN     | RGB grön in/ut                                                      | 0,7 V                                                                         | 75 Ohm   |
| 12  | DATA    | Data ut                                                             | okänt                                                                         | okänt    |
| 13  | RGND    | RGB röd jord                                                        | -                                                                             | -        |
| 14  | DATAGND | Data jord                                                           | -                                                                             | -        |
| 15  | RIN     | RGB röd in/ut eller kroma                                           | 0,7 V kroma, 0,3 V burst                                                      | 75 Ohm   |
| 16  | BLNK    | Videoläge                                                           | 0–0,4 V kompositvideo, 1–3 V RGB. Styr även riktning av RGB-signalen i kabeln | 75 Ohm   |
| 17  | VGND    | Kompositvideo jord/sync ut jord/luminans ut jord                    | -                                                                             | -        |
| 18  | BLNKGND | Kompositvideo in jord/sync in jord/widescreen jord/luminans in jord | -                                                                             | -        |
| 19  | VOUT    | Kompositvideo ut/sync ut/luminans ut                                | 1 V                                                                           | 75 Ohm   |
| 20  | VIN     | Kompositvideo in/sync in/luminans in                                | 1 V                                                                           | 75 Ohm   |
| 21  | SHIELD  | Gemensam jord                                                       | -                                                                             | -        |